# 恐龙皮肤
恐龙皮肤目前已發現許多獸腳亞目恐龍具有羽毛，包含：鳥面龍、中華龍鳥、帝龍。另一群大型的獸腳類恐龍，鐮刀龍超科，可能也具有羽毛；其中的北票龍似乎具有絨羽。但恐龍的羽毛痕跡大多發現於虛骨龍類）之中，所以無法從羽毛得知其他恐龍演化支的身體機能，例如：腔骨龍科、角鼻龍下目、肉食龍下目、蜥腳下目、與鳥臀目。從阿貝力龍科的食肉牛龍的化石化皮膚顯示，該種恐龍並沒有覆蓋者羽毛，而是類似蜥蜴，上有多排瘤狀物。成年食肉牛龍的體重約一公噸，體重大於或等於食肉牛龍的哺乳類，身上不是光滑的皮膚，就是很短的毛髮。因此無法從食肉牛龍得知較小的非虛骨龍類恐龍是否具有羽毛。
蜥腳下目中的畸形龍與某些物種的皮膚痕跡，已發現六角型的鱗片。而部份蜥腳類恐龍則具有骨板，例如薩爾塔龍。角龍下目的三角龍，具有大型的六角型鱗片，有時散佈者圓形鱗片。鴨嘴龍科的一些木乃伊化標本，也覆蓋者鱗片。包頭龍等甲龍科恐龍，身體覆蓋者骨質鱗甲與骨板，不太可能具有羽毛等覆蓋物。相同地，劍龍類也不太可能具有羽毛覆蓋物，牠們可能利用背部的角板來調節體溫。